# 73
Aquesta pàgina és per a l'any. Per al nombre, vegeu setanta-tres.
El 73 (LXXIII) fou un any comú començat en divendres del calendari julià.

## Esdeveniments
- Suïcidi massiu dels defensors jueus de Masada quan són derrotats pels romans
- Marc Valeri Marcial publica una sàtira sobre la vida militar